# پوتزو دآدا

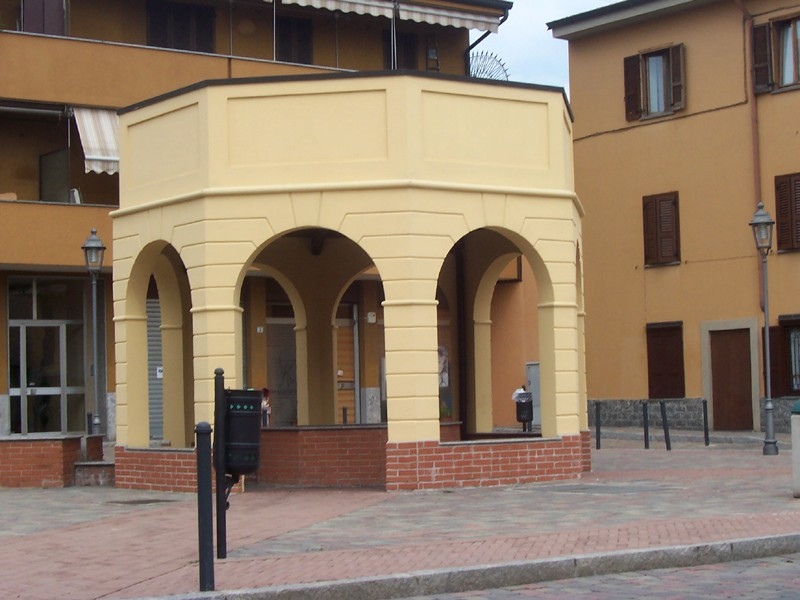
پوتزو دآدا

پوتزو دآدا (به ایتالیایی: Pozzo d'Adda) یک کومونه در ایتالیا است که در استان میلان واقع شده‌است. پوتزو دآدا ۴٫۲ کیلومتر مربع مساحت و ۳٬۹۰۳ نفر جمعیت دارد.